# معركة تدمر
معركة تدمر التي نشبت في 1 يوليو 1941، جزء من غزو قوات الحلفاء لسوريا خلال الحرب العالمية الثانية بهدف استعادتها من سيطرة حكومة فيشي
أعلنت الأردن الحرب رسميا على ألمانيا النازية عام 1939 وبذلك أصبح الجيش العربي جزءا من التحالف ومن هنا جاءت مشاركة الجيش العربي في العمليات العسكرية ضد ألمانيا في الشرق الأوسط.
عام 1941 حدث انقلاب رشيد عالي في العراق وتحالف مع ألمانيا فتحركت قوه من الجيش البريطاني والجيش العربي إلى العراق
.بعد نجاح هذه العمليات تحركت قوة من الجيش العربي إلى الصحراء السورية ضد القوات الفرنسية المؤيدة لألمانيا وقد حدثت معركة السخنة في 1 تموز 1941 حيث تمكنت القوة الاردنيه من اسر 80 جندي فرنسي و3 ضباط وعدد من المدرعات والاليات والأسلحة ومن الذين شاركوا في هذه العمليات العميد ارشيد مرشود العضامات والملازم أول خليف سميران المساعيد.
```
ونتيجة لعمليات الجيش البريطاني في الساحل السوري والجيش العربي في شرق سوريا تم طرد الفرنسيين وبذلك استقلت سوريا ولبنان عام 1943.
```

## المعركة
في عام 1941 كانت قوات حكومة فيشي تسيطر على سوريا وسمحت باستخدام القواعد الجوية السورية من قبل ألمانيا النازية، كما سمحت للألمان باستخدام السكك الحديدية لإرسال الأسلحة والذخائر إلى العراق. في 8 يونيو 1941 بدأ الحلفاء هجومين من الشمال، ومن الجنوب عبر فلسطين للسيطرة على سوريا، وبحلول أواخر يونيو سيطر الحلفاء على دمشق بقيادة الجنرال البريطاني هنري ميتلاند. أهمية معركة تدمر أيضًا، كانت في تأمين خط أنابيب النفط المتوجه من العراق إلى طرابلس الشام في الساحل اللبناني.
انقسمت قوات الحلفاء إلى ثلاثة أقسام، اثنان منها للمناوشات وتأمين محيط المدينة، بمساعدة الجنود العرب من البدو المقيمين في المنطقة، والذين بدؤوا الاشتباكات مع قوات حكومة فيشي منذ 21 يونيو. أما القوة الثالثة فكان مهمتها السيطرة على قلب المدينة. في 28 يونيو استسلمت حامية فيشي الواقعة إلى الجنوب الغربي من تدمر دون إطلاق رصاصة واحدة، وفي اليوم التالي تمكن الحلفاء من احتلال السخنة التي تقع إلى الشمال الشرقي من مدينة تدمر. في صباح 1 يوليو تعرضت المدينة للهجوم، وعززت المعركة أربع ألوية من الفرسان، استطاعت محاصرة القوات الموالية لحكومة فيشي في مربع صغير داخل المدينة قبل استسلامهم يوم 2 يوليو.